# Persis novacula
Persis novacula är en insektsart som beskrevs av Ronald Gordon Fennah 1952. Persis novacula ingår i släktet Persis och familjen Derbidae. Inga underarter finns listade i Catalogue of Life.